# Phenylazid
Phenylazid ist eine organische Verbindung mit der Summenformel C6H5N3 und ein prototypisches organisches Azid. Es handelt sich um eine farblose oder hellgelbe, ölige Flüssigkeit mit stechendem Geruch, der an Benzaldehyd, Benzonitril oder Nitrobenzol erinnert. Die Struktur besteht aus einem linearen Azidsubstituenten, der an eine Phenylgruppe gebunden ist. der C–N=N-Winkel beträgt etwa 120°.

## Darstellung
Phenylazid kann durch Diazotierung von Phenylhydrazin mit Salpetriger Säure gewonnen werden:
C6H5NHNH2 + HNO2 → C6H5N3 + 2 H2O
Außerdem führt das Umsetzen von Aryliodiden mit elektronenziehenden Substituenten mit Natriumazid in Gegenwart von Kupfer(I), Natriumascorbat und 1,2-Dimethylethylendiamin zu substituierten Derivaten von Phenylazid:
RC6H4I + NaN3 → RC6H4N3 + NaI

## Reaktivität
Phenylazid wird zur Synthese von Heterocyclen durch Cycloaddition mit Alkenen und Alkinen, insbesondere mit elektronegativen Substituenten verwendet. Weiterhin reagiert es anhand einer Staudinger-Reaktion mit Triphenylphosphan zu Triphenylphosphanphenylimid. Thermolyse führt zur Abspaltung von N2 und dem hochreaktiven Phenylnitren C6H5N.
Phenylazid und seine Analoga können weiterhin in der Azid-Alkin-Huisgen-Cycloaddition, einem klassischen Beispiel der Click-Chemie, eingesetzt werden. So führt die Reaktion von Phenylazid mit Phenylacetylen beispielsweise zum diphenylsubstituierten Triazol.

## Sicherheit
Wie bei vielen anderen Aziden besteht auch bei Phenylazid ein Explosionsrisiko, entsprechend wird die Verwendung eines Explosionsschutzes empfohlen. Im Falle einer Destillation sollten die Temperaturen so niedrig wie möglich gehalten werden. Die Reinsubstanz sollte kalt und unter Lichtausschluss gelagert werden, wobei es auch hierbei zur Zersetzung innerhalb weniger Wochen kommt.